# Karl Niamamoukoko
Karl Arnol Niamamoukoko (Brazzaville, 16 febbraio 1992) è un ex cestista della Repubblica del Congo.